# Niente (Ultimo)
Niente è un singolo del cantautore italiano Ultimo, pubblicato il 15 ottobre 2021 come quinto estratto dal quarto album in studio Solo.

## Descrizione
A proposito del brano, scritto il 26 marzo 2020, Ultimo ha dichiarato: 

## Video musicale
Il 15 ottobre 2021 è stato pubblicato sul canale YouTube del cantante il videoclip ufficiale del brano, diretto dal duo YouNuts! (Niccolò Celaia e Antonio Usbergo) ed interpretato dallo stesso Ultimo e dall'attrice livornese Rachele Luschi.

## Tracce
Testi e musiche di Niccolò Moriconi.
1. Niente – 3:58

## Classifiche
| Classifica (2021) | Posizione massima |
| ----------------- | ----------------- |
| Italia            | 8                 |